# Пруди (Феодосійський район)
Пруди́ (до 1948 року — Ішунь Болгарський, Алач-Ішюн, крим. Alaç İşün) — село Феодосійського району Автономної Республіки Крим. Розташоване на заході району.
Відстань від райцентру до населеного пункта становить 40 кілометрів по прямій.